# Saison 2018 de l'équipe cycliste Delta Cycling Rotterdam
La saison 2018 de l'équipe cycliste Delta Cycling Rotterdam est la seizième de cette équipe.

## Préparation de la saison 2018

### Arrivées et départs
| Arrivées            | Équipe 2017                  |
| ------------------- | ---------------------------- |
| Eamon Lucas         | Decock-Van Eyck-Devos-Capoen |
| Vincent Hoppezak    | RWC Ahoy Rotterdam           |
| Adriaan Janssen     | SEG Racing Academy           |
| Gijs Meijers        | Monkey Town Continental      |
| Justin Timmermans   | Baby-Dump                    |
| Marijn van den Berg | Willebrord Wil Vooruit       |

| Départs              | Équipe 2018                 |
| -------------------- | --------------------------- |
| Dennis Bakker        |                             |
| Mitchell Cornelisse  |                             |
| Ike Groen            | Retraite                    |
| Daan Meijers         | Retraite                    |
| Mitchell Mulhern     |                             |
| Jordi Sloof          |                             |
| Jordi Talen          | UWTC de Volharding          |
| Jan-Willem van Schip | Roompot-Nederlandse Loterij |

## Coureurs et encadrement technique

### Effectif
| Cycliste            | Date de naissance | Nationalité | Équipe 2016                  |  |
| ------------------- | ----------------- | ----------- | ---------------------------- |  |
| Sjoerd Bax          | 6 janvier 1996    | Pays-Bas    | Delta Cycling Rotterdam      |  |
| Luuc Bugter         | 10 juillet 1993   | Pays-Bas    | Delta Cycling Rotterdam      |  |
| Eamon Lucas         | 15 octobre 1992   | États-Unis  | Decock-Van Eyck-Devos-Capoen |  |
| Vincent Hoppezak    | 2 février 1999    | Pays-Bas    | RWC Ahoy Rotterdam           |  |
| Adriaan Janssen     | 12 décembre 1995  | Pays-Bas    | SEG Racing Academy           |  |
| Gijs Meijer         | 7 octobre 1998    | Pays-Bas    | Monkey Town Continental      |  |
| Gerco Pastoor       | 17 mai 1998       | Pays-Bas    | Delta Cycling Rotterdam      |  |
| Justin Timmermans   | 25 septembre 1996 | Pays-Bas    | Baby-Dump                    |  |
| Rens Tulner         | 26 février 1998   | Pays-Bas    | Delta Cycling Rotterdam      |  |
| Jason van Dalen     | 2 juillet 1994    | Pays-Bas    | Delta Cycling Rotterdam      |  |
| Jens van den Dool   | 10 novembre 1998  | Pays-Bas    | Delta Cycling Rotterdam      |  |
| Marijn van den Berg | 19 juillet 1999   | Pays-Bas    | Willebrord Wil Vooruit       |  |

## Bilan de la saison

### Victoires
| Date       | Course                                 | Pays     | Classe | Vainqueur       |
| ---------- | -------------------------------------- | -------- | ------ | --------------- |
| 22/05/2018 | 3e étape de la Ras Tailteann           | Irlande  | 2.2    | Luuc Bugter     |
| 23/05/2018 | 4e étape de la Ras Tailteann           | Irlande  | 2.2    | Jason van Dalen |
| 27/05/2018 | Classement général de la Ras Tailteann | Irlande  | 2.2    | Luuc Bugter     |
| 8/07/2018  | 3e étape b du Sibiu Cycling Tour       | Roumanie | 2.1    | Jason van Dalen |